# La Peixeteria (Falset)
La Peixeteria és una obra de Falset (Priorat) inclosa a l'Inventari del Patrimoni Arquitectònic de Catalunya.

## Descripció
Establimentpúblic dedicat a la venda de peix i constituït per un pati sense coberta a la cantonada dels carrers de Baix i d'en Lluc i tancat per un mur de maçoneria i obra arrebossat i pintat. La porta, de ferro forjat i dues dernes, té a la part superior, un esgrafiat amb la data1925 i el nom "Pescaderia".